# Odigo Kids
ODIGO KIDS là ứng dụng sách nói trên các thiết bị di động như điện thoại, máy tính bảng chạy trên nền tảng Android và iOS - một sản phẩm của Yotel Corp.
Kho sách nói của ODIGO KIDS có nhiều thể loại như truyện cổ tích, hạt giống tâm hồn, rèn luyện kỹ năng, giáo dục nhân cách… được hợp tác với các nhà xuất bản như Nhà xuất bản Đông A, Nhà xuất bản Kim Đồng, Alphabooks…

## Nội dung chính
- Sách nói: là những cuốn sách dành cho trẻ em có kèm theo những giọng đọc minh họa.
- Sách hình: những câu chuyện cổ tích có hình vẽ và giọng đọc minh họa.
Ứng dụng có thể tải trực tiếp trên Google Play và App Store.

## Sự kiện
Từ 18/11/2013 đến 15/12/2013 ODIGO KIDS phát động cuộc thi "Mẹ kể con nghe". Đây là cuộc thi ghi âm kể chuyện bằng hình thức ghi âm hướng đến các ông bố, bà mẹ. Cuộc thi đã nhận được gần 100 bài tham dự.